# Juan Carlos Espinoza (Fußballspieler, 1991)
Juan Carlos Espinoza Reyes (* 5. Juli 1991 in Talcahuano) ist ein ehemaliger chilenischer Fußballspieler. Der rechte Außenverteidiger bestritt ein Länderspiel für die chilenische Fußballnationalmannschaft.

## Karriere

### Verein
Juan Carlos Espinoza begann seine Karriere 2009 beim CD Huachipato, mit dem er in der Clausura 2012 seine erste Meisterschaft gewann. Nach seinem Wechsel 2015 zu Universidad Católica kamen zwei weitere Meistertitel dazu. Bei den Cruzados konnte er sich allerdings nicht durchsetzen und spielte 2018 auf Leihbasis beim CD O’Higgins und in der zweiten Jahreshälfte 2019 für Audax Italiano. Zur Saison 2020 wechselte er zu Coquimbo Unido und schloss sich im Folgejahr Curicó Unido an. Nach Ablauf seines Vertrages bei Curicó blieb er vereinslos und beendete daraufhin seine Karriere.

### Nationalmannschaft
Im Mai 2010 bestritt Espinoza sein einziges Länderspiel in der A-Nationalmannschaft unter Trainer Marcelo Bielsa beim Freundschaftsspiel gegen Trinidad und Tobago, als er in der 69. Spielminute für José Pedro Fuenzalida eingewechselt wurde.

## Erfolge
Huachipato
- Chilenischer Meister: 2012-C

Universidad Católica
- Chilenischer Meister: 2015/16-C, 2016/17-A
- Chilenischer Supercup-Sieger: 2016, 2019